# 纪功碑
纪功碑，位于中国青海省湟中县多巴镇双寨村，为青海省市县级文物保护单位，公布日期为1983年3月25日，类型为古建筑。
纪功碑的历史年代为明。